# 索龍 (印度)
索龙（Soron），是印度北方邦Etah县的一个城镇。总人口26722（2001年）。

## 人口
该地2001年总人口26722人，其中男性14313人，女性12409人；0—6岁人口4512人，其中男2329人，女2183人；识字率49.46%，其中男性为57.01%，女性为40.74%。